# Hobo Ekspressen
Hobo-Ekspressen var en pop-/rock-musikgruppe fra Danmark bestående af Johnny Madsen, Nanna, Billy Cross og Peter Belli. Gruppen er kendt for singlen "En At Bli' Som" fra 1989 med dansk tekst af Johnny Madsen efter originalen "Handle with Care" skrevet af Bob Dylan, George Harrison, Roy Orbison, Tom Petty og Jeff Lynne i gruppen Traveling Wilburys.